# Juan Carlos Giménez Ferreyra
Juan Carlos Giménez Ferreyra (Asunción, 20 de desembre de 1960) és un boxejador paraguaià. Va lluitar contra Joe Calzaghe, perdent el combat per knockout.
Va competir contra Nigel Benn i Chris Eubank.
És probablement el boxejador paraguaià més destacat.